# Črna jama
Črna jama je kraška jama in tudi eden od vhodov v jamski sistem podzemeljske Pivke. Sprva je bila znana kot samostojna jama, ki je bila kasneje z novimi odkritji povezana v enotni jamski sistem Postojnske jame. Nahaja se sredi gozdnate kraške planote, 3 km severozahodno od Postojne. Dostopna je po cesti, ki vodi iz Postojne mimo Velikega Otoka. Vhod v jamo se odpira na dnu velike udorne vrtače. 
V jami so velike dvorane in vodoravni rovi z velikimi temnimi kapniki, ki so dali jami ime. Velik del 3294 m dolge jame je bil znan že v srednjem veku, ko so vanjo vodili obiskovalce iz Postojne. Obiskal jo je tudi Valvasor. 
Po odkritju notranjih delov Postojnske jame leta 1818 je bila Črna jama dalj časa manj zanimiva za obiskovalce. Med obema vojnama so jo z glavnim delom Postojnske jame ter s Pivko jamo povezali s predorom. Pozneje so jamarji našli naravne povezave z drugimi deli Postojnske jame. 
Skozi Črno jamo in predor je leta 1944 prišla skupina partizanov in v vhodnih delih Postojnske jame zažgala nemško vojaško skladišče bencina. Skozi isti vhod so se diverzanti srečno vrnili na površje. 
Jama je osvetljena in urejena za turistični obisk z vodnikom.
Jama je omenjena tudi v slovenskem črnobelem filmu Ne joči, Peter, kjer so njeno odkritje pripisali otroku Petru, ki je nehote padel vanjo. Najbolj znan citat iz filmske sekvence, pa tudi celotnega filma, je otrokovo vprašanje: »A si ti tud' noter padu?« 